# شركة كاتل
شركة أمبيركس للتكنولوجيا المعاصرة (CATL) Contemporary Amperex Technology Co. Limited
هي أكبر شركة لتصنيع بطاريات الليثيوم أيون في الصين . تعد الشركة الآن واحدة من أكبر عشرة موردي سيارات في العالم (2021). تبلغ مبيعات عام 2021 حوالي 18 مليار يورو.

## تطور الشركة
تأسست الشركة في عام 2011 من قبل Zeng Yuqun . في نهاية عام 2017 ، عمل 23 بالمائة من حوالي 15000 موظف في البحث والتطوير . يقع المكتب الرئيسي في نينغده بمقاطعة فوجيان . هناك أيضًا فروع أخرى في شنغهاي وجيانغسو وتشينغهاي وفوشان وفروع أجنبية في ميونيخ ، وباريس ، والولايات المتحدة ، واليابان .
باعت CATL حوالي 25 جيجاوات ساعة  من بطاريات التخزين للسيارات الكهربائية والهجينة والمركبات الهجينة الموصولة بالكهرباء في عام 2018 - وتخطط لإنتاج 100 جيجاوات في الساعة بحلول عام 2020. أهم عميل هو تسلا ، وهو المسؤول عن حوالي ربع مبيعات كاتل. ومن بين العملاء المعروفين الآخرين بي إم دبليو ، وهيونداي ، ومرسيدس بنز ، وفولكس فاجن. في الصين ، تمتلك كاتل حصة سوقية تزيد عن 50 بالمائة.
المنافسون هم باناسونيك (كشريك في Tesla، Inc. ) و Sanyo وBYD وLG Chem و Samsung SDI .
الشركة مدرجة في بورصة شنتزين وهي مدرجة في مؤشر الأسهم شينيكست.
يتضمن التطوير أيضًا مراكم أيون الصوديوم الأكثر مقاومة للبرودة والموارد غير الهامة ، والتي من المقرر إنتاجها في عام 2023. وهي أرخص في السوق من مراكم الليثيوم أيون.

## المواقع

### مكتب فاكسنبورج ، أرنشتادت ، إرفورت (بألمانيا)

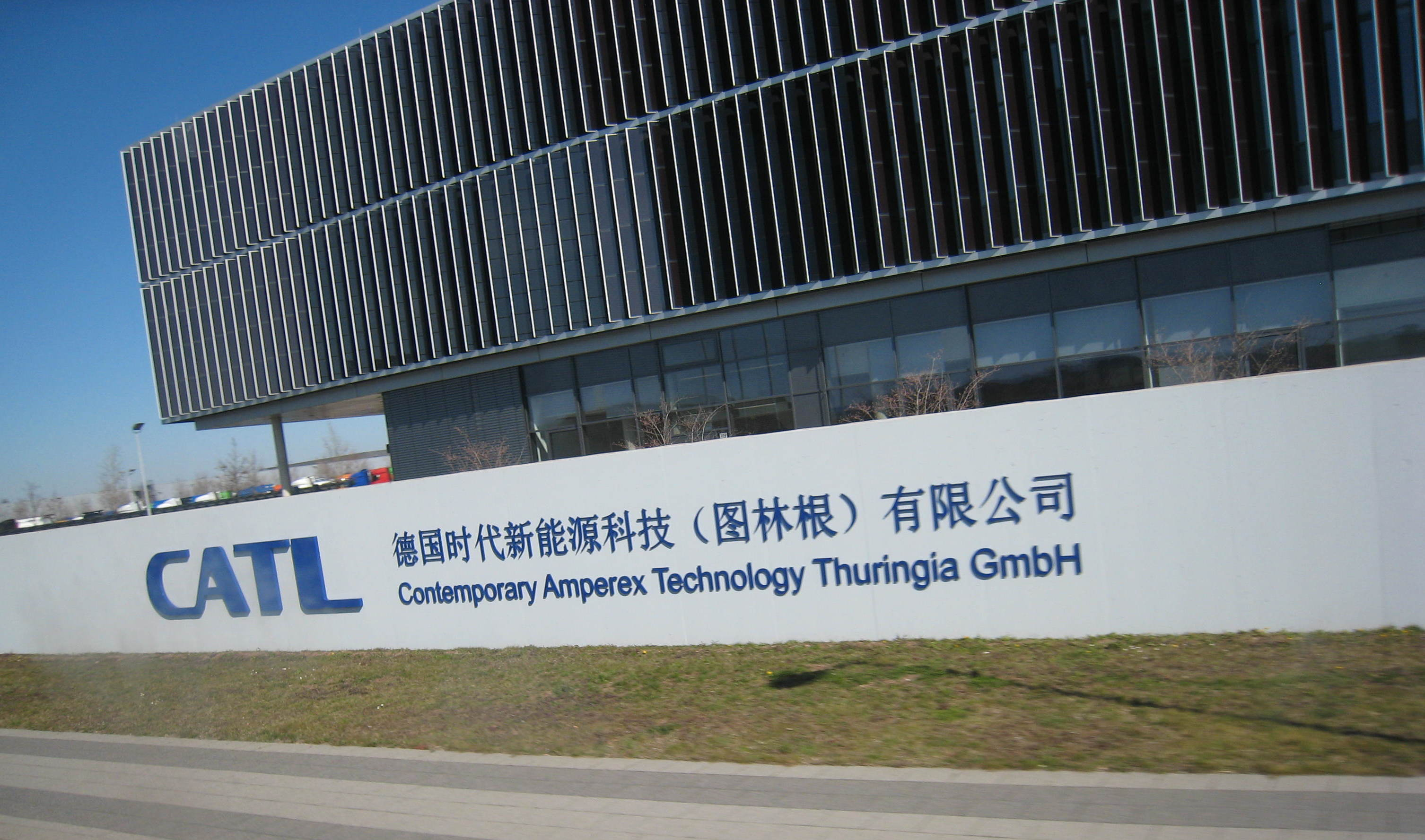
مقر CATL في Arnstadt

يقع المقر الأوروبي لـ CATL في Arnstadt . تريد الشركة استثمار حوالي 1.8 مليار يورو بحلول عام 2025  للبناء على  موقع مساحته 70 هكتار في منطقة Erfurter Kreuz التجارية لبناء مصنع لبطاريات الليثيوم أيون. على المدى الطويل ، سوف يجلب 2000 وظيفة. بدأ إنشاء مصنع G2 في أكتوبر 2019 وسيبدأ الإنتاج في نهاية عام 2020. بالإضافة إلى ذلك ، تم الاستحواذ على مباني المصنع المجاورة لمصنع سولارورلد السابق. يجري الإنتاج بالفعل هنا في المصنع G1 ، حيث توجد الخدمات اللوجستية والإدارة.
مرطز لوجستي كبير بمساحة 30.000 متر 2 يتم استخدامه لمتجر التجزئة السابق للأزياء عبر الإنترنت ليسارا في مركز مرور الشحن في إرفورت كمستودع جمركي .
في مرحلة التوسع الأولى ، من المقرر أن تبلغ الطاقة الإنتاجية السنوية للمصنع بطاريات بسعة كلية 14 جيجاوات ساعة . على المدى الطويل ، تمديد يصل إلى 100 جيجاواط ساعة في السنة يمكن تصوره.
العملاء الذين تزودهم مواقع تورينغن الثلاثة هم BMW وDaimler وStellantis و Volvo و Jaguar Land Rover وVolkswagen.
مخطط تحويل محطة قطارات شحن أرنشتاد إلى مركز لوجستي سوف يتم في إشعار آخر.
يوم 26. في 1 يناير 2023 ، تم تشغيل مصنع G2 الجديد في المكتب في مدينة فاكسنبورج رسميًا. من المتوقع إنشاء 2000 فرصة عمل جديدة هنا.

### ليانغ (الصين)
بدأ بناء مصنع في Liyang بمقاطعة Jiangsu في عام 2017. القدرة الإنتاجية السنوية مبدئيًا هي 10 جيجاوات ساعي ويمكن زيادتها حتى 36  GWh.

### نينغده (الصين)
يقع المقر الرئيسي للشركة وموقع إنتاج آخر في نينغده بمقاطعة فوجيان.

### شينينغ (الصين)
يقع مصنع آخر لإنتاج بطاريات الليثيوم أيون في شينينغ بمقاطعة تشينغهاي.

### يبين (الصين)
بدأ بناء مصنع جديد في يبين بمقاطعة سيتشوان في يناير 2020. الطاقة الإنتاجية المخطط لها هي 15 جيجاوات ساعة في عام 2022.

## انظر أيضّاً
- تقنية أفاتر